# 森昭彦
森 昭彦（もり あきひこ、1958年6月10日 - ）は、日本プラスト株式会社 取締役
。

## 経歴
- 1981年:流通経済大学経済学部 卒業。在学中は流通経済大学ラグビー部に所属。[2]
- 1981年:日本プラスト株式会社 入社[3]
- 2010年:同社 品質保証部長[4]
- 2013年:同社 執行役員(購買本部長兼資材部長)[5]
- 2015年:同社 取締役(購買本部長兼資材部長)[6]
- 2017年:同社 取締役(北米事業統括)(現在に至る)[7]
- 2017年:米国 ニートン・オート・プロダクト 取締役 社長(現在に至る)[8]
- 2017年:米国 ニートン・ローム 取締役 社長(現在に至る)[9]
- 2017年:メキシコ 日本プラストメヒカーナ 取締役 社長(現在に至る)[10]
- 2017年:メキシコ ニートン・オート・メヒカーナ 取締役 社長(現在に至る)[11]
- 2017年:メキシコ ニホンマグネシオ 取締役 社長(現在に至る)[12]